# Anisopappus kirkii
Anisopappus kirkii là một loài thực vật có hoa trong họ Cúc. Loài này được (Oliv.) Brenan mô tả khoa học đầu tiên năm 1954.